# George Savalas
George Demosthenes Savalas (ur. 5 grudnia 1924 w Nowym Jorku, zm. 2 października 1985 w Westwood) – amerykański aktor pochodzenia greckiego. Młodszy brat aktora Telly’ego Savalasa.

## Życiorys
Urodził się w nowojorskim Bronksie w rodzinie greckich emigrantów. W czasie II wojny światowej służył w marynarce podczas walk na Pacyfiku. Po wojnie ukończył studia na Uniwersytecie Columbia.
Największą popularność zdobył grając u boku swego słynnego brata w serialu kryminalnym Kojak (1973-1978). Pojawił się niemal we wszystkich odcinkach odtwarzając rolę detektywa Stavrosa. W czołówce serialu wymieniany był wyłącznie pod pseudonimem Demosthenes, czyli pod drugim imieniem, bez nazwiska. W odróżnieniu od Telly’ego George charakteryzował się „bujną fryzurą”.
Poświęcał się głównie karierze teatralnej na Broadwayu.
Zmarł na białaczkę.

## Filmografia
- Doktor Kildare (1961-1966; serial TV) jako Aristos (gościnnie)
- Wątła nić (1965) jako gracz
- Dżingis chan (1965) jako Toktoa
- Dziecko Rosemary (1968) jako robotnik
- Miasto przemocy (1970) jako Shapiro
- Złoto dla zuchwałych (1970) jako sierżant Mulligan
- Kojak (1973-78; serial TV) jako detektyw Stavros
- Alicja w Krainie Czarów (1985) jako dworzanin